# Port Elgin (Nouveau-Brunswick)
Ne doit pas être confondu avec Port Elgin (Ontario).

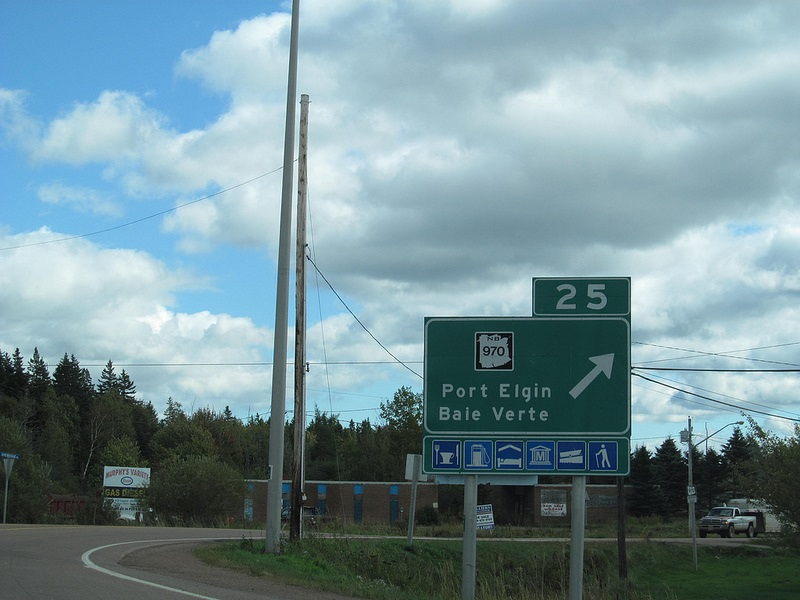
Panneau routier sur la Route 16 indiquant l'accès à Port Elgin et BAie-Verte.

Port Elgin (prononcer èl-guine) est un ancien village du Nouveau-Brunswick, au Canada. Il fait partie de la communauté rurale de Strait Shores depuis la réforme de la gouvernance locale du 1er janvier 2023.

## Toponymie
Le village s'appelait à l'origine Baie-Verte. Le nom changea en Gaspereaux Town après 1755. Il reçut le nom actuel en 1847, en l'honneur de James Bruce, 8e comte d'Elgin (1811-1863), gouverneur général du Canada de 1846 à 1854.

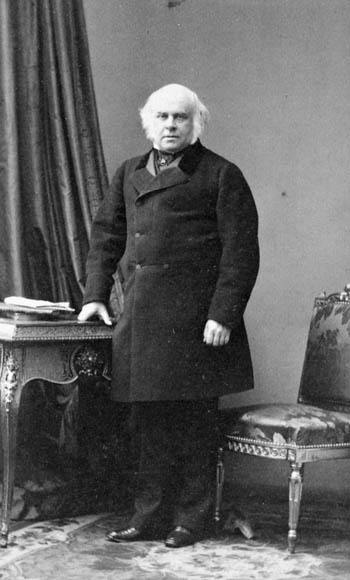
Le comte d'Elgin.

## Géographie

### Situation
Port Elgin est situé à près de 80 kilomètres de route à l'est de Moncton, près de la frontière de la Nouvelle-Écosse, à l'embouchure de la rivière Gaspereau. Le village a une superficie de 2,61 kilomètres carrés.

### Géologie
Le sous-sol de Port-Elgin est composé principalement de roches sédimentaires du groupe de Pictou datant du Pennsylvanien (entre 300 et 311 millions d'années).

### Logement
Le village comptait 200 logements privés en 2006, dont 180 occupés par des résidents habituels. Parmi ces logements, 83,3 % sont individuels, 0,0 % sont jumelés, 0,0 % sont en rangée, 0,0 % sont des appartements ou duplex et 13,9 % sont des immeubles de moins de cinq étages. 66,7 % des logements sont possédés alors que 33,3 % sont loués. 88,9 % ont été construits avant 1986 et 8,3 % ont besoin de réparations majeures. Les logements comptent en moyenne 6,4 pièces et 0,0 % des logements comptent plus d'une personne habitant par pièce. Les logements possédés ont une valeur moyenne de 106 852 $, comparativement à 119 549 $ pour la province.

## Histoire
Royaume d'Angleterre (1690-1692)

 Royaume de France (1692-1763)

 Royaume de Grande-Bretagne (1763-1801)

 Royaume-Uni de Grande-Bretagne et d'Irlande (1801-1867)

Port Elgin est situé dans le territoire historique des Micmacs, plus précisément dans le district de Pigtogeoag ag Epegoitnag, aussi appelé Pictou, qui comprend une bonne partie du littoral du détroit de Northumberland, y compris l'Île-du-Prince-Édouard. Ce district, tout comme celui d'Esgigeoag, était sous l'autorité d'Onamag, autrement dit de l'île du Cap-Breton, et n'avait même parfois aucun chef. Le site servait de camp de pêche estival pour les Micmacs, comme en témoignent des pointes de flèche et des outils découverts à l'embouchure de la rivière Gaspereau. Les Acadiens fondèrent le village de Baie-Verte en 1690. Le village devient par la suite un point de passage important pour le commerce entre l'Acadie et la ville de Québec. Les Français construisent le fort Gaspareaux en 1751, un satellite du fort Beauséjour. En 1755, peu de temps après la bataille de Fort Beauséjour, 300 soldats britanniques, sous le commandement du colonel John Winslow, prirent possession du fort. Le fort fut détruit l'année suivante, les Britanniques étant incapables de le défendre contre les Micmacs et les Acadiens. Les Acadiens furent déportés en 1755, lors du raid du Capitaine Gilbert.
La localité est renommée Port-Elgin puis recolonisée peu après 1763 par des gens des cantons de Cumberland et de Sackville, originaires de la Nouvelle-Angleterre. Le village actuel est toutefois fondé en 1840, par plusieurs vagues d'immigrants: des Planteurs, des Loyalistes, des Acadiens de retour d'exil, des Irlandais, des Écossais et des Yorkshirois. L'économie se base alors sur l'exploitation forestière.
Le chemin de fer de l'embranchement du Cap-Tourmentin, renommé chemin de fer du Nouveau-Brunswick et de l'Île-du-Prince-Édouard, est construit en 1883 de Sackville à Baie-Verte, puis allongé jusqu'à Cap-Tourmentin en décembre 1886, le tout afin de transporter les passagers et les marchandises en provenance ou à destination de l'Île-du-Prince-Édouard. Des usines et des moulins sont construits près des rails, attirant à leur tour de nouveaux résidents. Le pont ferroviaire actuel est construit en 1917; il est à l'origine un pont tournant manuel. Port Elgin devient le premier village de la province à être constitué en municipalité, le 24 janvier 1922. Le village compte à l'époque une quarantaine de commerces, un aréna, un centre d'exposition agricole et une piste de course. Fred Magee ouvre une usine de transformation du poisson, dont la marque Mephisto se vend dans plusieurs pays du monde.
L'école Port Elgin Regional Memorial ouvre ses portes en 1948.
Le chemin de fer du Nouveau-Brunswick et de l'Île-du-Prince-Édouard est abandonné en 1989.
L'école régionale Port Elgin est inaugurée en 1996. Le magasin de la Société des alcools du Nouveau-Brunswick ferme ses portes en 1997 pour être remplacé par une franchise.

## Économie
Entreprise Sud-Est, membre du Réseau Entreprise, a la responsabilité du développement économique.
Il y a une succursale de la Advance Savings Credit Union, une caisse populaire basée à Riverview et membre de la Credit Union Central of New Brunswick.

## Administration
(juillet 2016).

### Conseil municipal
Le conseil municipal est formé d'une mairesse et de quatre conseillères générales. Le conseil précédent, formé à la suite de l'élection du 12 mai 2008, a en effet la particularité d'être formé entièrement de femmes. Le conseil municipal actuel est élu lors de l'élection quadriennale du 14 mai 2012.
Conseil municipal actuel
| Mandat      | Fonctions            | Nom(s)                                                                               |
| ----------- | -------------------- | ------------------------------------------------------------------------------------ |
| 2012 - 2016 | Maire                | Judy E. Scott                                                                        |
| 2012 - 2016 | Conseillers généraux | Terrance L. Legere, Valerie A. MacDermid, Patricia (Patsy) Murphy, Tanya A. Trenholm |

Anciens conseils municipaux
| Mandat      | Fonctions   | Nom(s)                                                                            |
| ----------- | ----------- | --------------------------------------------------------------------------------- |
| 2008 - 2012 | Mairesse    | Judy E. Scott                                                                     |
| 2008 - 2012 | Conseillers | Darlene Elizabeth Kenny, Val a. MacDermid, Joanne L. Trenholm, Tanya A. Trenholm. |

| Période                                  | Période  | Identité       | Étiquette | Qualité |
| ---------------------------------------- | -------- | -------------- | --------- | ------- |
| 2008                                     | en cours | Judy E. scott  |           |         |
| 2004                                     | 2008     | Courtney Wall  |           |         |
| 19??                                     | 2004     | Robert A. Hall |           |         |
| Les données manquantes sont à compléter. |          |                |           |         |

### Commission de services régionaux
Port-Elgin fait partie de la Région 7, une commission de services régionaux (CSR) devant commencer officiellement ses activités le 1er janvier 2013. Port-ELgin est représenté au conseil par son maire. Les services obligatoirement offerts par les CSR sont l'aménagement régional, la gestion des déchets solides, la planification des mesures d'urgence ainsi que la collaboration en matière de services de police, la planification et le partage des coûts des infrastructures régionales de sport, de loisirs et de culture; d'autres services pourraient s'ajouter à cette liste.

### Représentation et tendances politiques
Port Elgin est membre de l'Union des municipalités du Nouveau-Brunswick.
 Nouveau-Brunswick: Port Elgin fait partie de la circonscription provinciale de Tantramar, qui est représentée à l'Assemblée législative du Nouveau-Brunswick par Megan Mitton, du Parti vert du Nouveau-Brunswick. Elle est élue en 2018
 Canada: Port Elgin fait partie de la circonscription fédérale de Beauséjour. Cette circonscription est représentée à la Chambre des communes du Canada par Dominic LeBlanc, du Parti libéral.

## Démographie
(juillet 2016).
Il y avait 451 habitants en 2006 contre 445 en 1996, soit une augmentation de 1,3 % en 10 ans. Au regard de la population, Port-Elgin se classe au 91e rang de la province.
| 1981 | 1986 | 1991 | 1996 | 2001 | 2006 | 2011 | 2016 |
| ---- | ---- | ---- | ---- | ---- | ---- | ---- | ---- |
| 504  | 470  | 490  | 445  | 436  | 451  | 418  | 408  |

| Évolution des langues maternelles (en %) | Légende                                                         |
| ---------------------------------------- | --------------------------------------------------------------- |
|                                          | - Anglais - Français - Anglais et français - Autre(s) langue(s) |
| Sources,:                                |                                                                 |

## Vivre à Port Elgin
Port Elgin possède une bibliothèque publique, un bureau de poste, le Centre de santé de Port Elgin, une caserne de pompiers ainsi qu'un poste d'Ambulance Nouveau-Brunswick. Port Elgin possède un foyer de soins agréés, la Westford Nursing Home.
L'école Port Elgin Regional accueille les élèves de la maternelle à la 8e année en anglais. C'est une école publique faisant partie du district scolaire 2. Elle possède également un programme d'immersion en français.
Le village possède un poste de la Gendarmerie royale du Canada. Il dépend du district 4, dont le bureau principal est situé à Shédiac.
L'église St. Clement est une église catholique romaine faisant partie de l'archidiocèse de Moncton.
Les anglophones bénéficient des quotidiens Telegraph-Journal, publié à Saint-Jean et Times & Transcript, de Moncton. Ils ont aussi accès à l'hebdomadaire Sackville Tribune-Post, de Sackville. Les francophones bénéficient quant à eux du quotidien L'Acadie nouvelle, publié à Caraquet, ainsi que l'hebdomadaire L'Étoile, de Dieppe.

## Culture

### Personnalités
- John G. Bryden (1937 - ), ancien sénateur
- Bob Copp (1918-), ancien joueur de hockey sur glace

### Langues
Selon la Loi sur les langues officielles, Port Elgin est officiellement anglophone puisque moins de 20 % de la population parle le français.